# دينيزا ألرتوفا
دينيزا ألرتوفا (بالتشيكية: Denisa Allertová)‏ مواليد 7 مارس 1993 في براغ، هي لاعبة كرة مضرب تشيكية وتحتل حالياً المرتبة 59 (8 فبراير 2016) في تصنيف رابطة محترفات كرة المضرب.

## روابط خارجية
- دينيزا ألرتوفا على موقع رابطة محترفات التنس (الإنجليزية)
- دينيزا ألرتوفا على موقع الاتحاد الدولي لكرة المضرب (الإنجليزية)
- دينيزا ألرتوفا على موقع كأس بيلي جين كينغ (الإنجليزية)
- دينيزا ألرتوفا على موقع خلاصة التنس.كوم (الإنجليزية)
- دينيزا ألرتوفا على موقع أوليمبيديا (الإنجليزية)
- دينيزا ألرتوفا على موقع اللجنة الأولمبية التشيكية (التشيكية)